# 万狮渡口
万狮渡口，又称万狮村轮渡、万狮客渡，是一条往来于苏州河两岸的轮渡航线，也是苏州河上最后一个渡口，目前已经停航。

## 渡口得名
万狮渡口的名字得名于其所在地上海市青浦區白鶴鎮万狮村。

### 万狮村的由来
万狮村的名字和狮子毫无关联，按照地方志的记载，清朝嘉庆年间，有一位曹姓盐商始居此地，后又有别处居民迁入，逐渐形成村落。因为曹姓盐商臂力极大，人送绰号“蛮子”，日久方言谐音传为“万狮”（乡间“万”“蛮”同音）。流经当地的一条河就得名为万狮河，河北面的村宅称万狮北村，河南面的则称万狮南村，而吴淞江通往万狮村的渡口即为万狮渡。

## 停运前的运营状况
万狮渡口在停運前只有一个师傅在运营，且停运前的运营规律极不平均，处于有客即开的状态，花上2元人民币就可以坐一个来回。

## 公共交通
- 白鹤6路 方向白鹤汽车站
- 白鹤7路 方向建屯路赵江路